# Rhaphuma vittata
Rhaphuma vittata là một loài bọ cánh cứng trong họ Cerambycidae.